# Босий Петро Вікторович
Петро́ Ві́кторович Бо́сий (14 червня 1991 — 19 серпня 2023) — український військовослужбовець, учасник російсько-української війни та АТО.

## Життєпис
Народився 14 червня 1991 року в селі Корост. З 1997 по 2008 роки навчався в місцевій школі.
14 квітня 2015 року був призваний на військову строкову службу. З 2015 по 2019 роки був учасником АТО.
Разом з дружиною та двома доньками проживав в с. Бутейці працював на сільгосппідприємстві.
В березні 2022 року був призваний до лав ЗСУ, проходив службу у 71-й окремій єгерській бригаді. Мав звання молодшого сержанта.
Загинув 19 серпня 2023 року, під час виконання бойового завдання біля населеного пункту Мала Токмачка, Запорізької області, внаслідок артилерійського обстрілу.

## Нагороди
- Орден «За мужність» III ступеня[3]
- Почесний нагрудний знак «Сталевий хрест»
- Відзнака Президента України «За участь в антитерористичній операції»